# Congreso Social y Económico Hispano-Americano (1900)
El Congreso Social y Económico Hispano-Americano fue un congreso internacional que tuvo lugar en 1900 en Madrid.

## Descripción
El Congreso, promovido por la Unión Iberoamericana y que se celebró en noviembre de 1900 en Madrid, atrajo a representantes de diversos países de Hispanoamérica y estuvo enmarcado en un contexto de una política de carácter hispanoamericanista por parte de España. La asistencia al evento por parte de los delegados hispanoamericanos se vio favorecida por el desarrollo en París en aquellas fechas de la Exposición Universal. En él se trataron diversas cuestiones relativas al estrechamiento de relaciones entre estos países, de carácter cultural, educativo académico y científico.